# Xevioso jocquei
Xevioso jocquei är en spindelart som beskrevs av Griswold 1990. Xevioso jocquei ingår i släktet Xevioso och familjen Phyxelididae.
Artens utbredningsområde är Malawi. Inga underarter finns listade i Catalogue of Life.